# マリエトア・タヌマフィリ2世
マリエトア・タヌマフィリ2世（サモア語: Malietoa Tanumafili II, 1913年1月4日 - 2007年5月11日）は、サモアのオ・レ・アオ・オ・レ・マーロー（国家元首、在位：1962年1月1日 - 2007年5月11日）。10タラ紙幣に肖像が使用されている。

## 出身
マリエトアは、現代サモア社会において特別に高い権威を有する4人の大首長（タマ・ア・アイガ）の一人である。有史以前から続く名門として、トゥイ・トンガの帝国の支配をサモアから排除する先頭に立ったと伝えられる一族であるが、実際の歴史はもっと新しいものと推察されている。19世紀以降のドイツ・イギリス・アメリカの進出に際しては、マリエトアと並ぶいくつかの大首長一族がそれぞれ外国勢力と結びついてサモアの支配権を争ったが、マリエトア一族からは「サモア国王」を称した人物を複数輩出している。

## 生涯
1913年、一時「サモア国王」を名乗った父マリエトア・タヌマフィリ1世と母モモエ・ルペウルイヴァ・メレイセアーとの長男（第3子）として誕生した。ドイツの植民地支配を経てサモアを委任統治・信託統治下に置いたニュージーランドのオークランド大学で高等教育を修め、聖スティーヴンス校・ウィーズリー校で学んだ。学生時代はボクシング、ラグビー、クリケットを楽しんだ。

### 政治的経歴
1939年に父が死去すると、翌1940年にマリエトアの称号を継承し、父と同様、ニュージーランドから派遣されるサモア統治の最高責任者である高等弁務官の顧問（ファウトゥア、サモア語: Fautua）となった。1958年には、ニュージーランドの代表団とともに国際連合の総会に出御している。1959年には、同じくファウトゥアであったトゥプア・タマセセ・メアッオレとともに、新憲法の起草と独立の準備を担当する委員会の共同議長となっている。同年には、国家元首に代わる役割を果たす組織として、高等弁務官とタマ・ア・アイガ2名からなる国務会議が設置され、タヌマフィリ2世もそのメンバーとなった。
新憲法の起草に当たっては、メアッオレとタヌマフィリ2世が独立に際して果たした役割を尊重する形で、独立後最初の国家元首（オ・レ・アオ・オ・レ・マーロー）は、定員1名・選挙制・任期5年という一般規定の例外として、特にメアッオレとタヌマフィリの両名が、共同かつ終身で務めるものとされた。この規定に従い、両者は1962年1月1日の西サモア独立国の独立とともに共同でオ・レ・アオ・オ・レ・マーローの地位に就いた。メアッオレは翌1963年に崩御したが、タヌマフィリ2世はその後も44年間にわたり単独でオ・レ・アオ・オ・レ・マーローを務め、国民からは国父として仰がれ慕われた。諸外国からも事実上の国王として敬意を払われた。
外遊にも熱心で、1976年に中華人民共和国を訪問したのをはじめ、西ドイツ、大韓民国、イギリス、フィジー、トンガ、アメリカ合衆国のハワイ州などを訪れている。また、1984年のロサンゼルスオリンピックを親覧した。1989年の日本の昭和天皇の大喪の礼・天皇の即位の礼にもそれぞれ列席している。また、トンガ王家とマリエトアとが親戚であることから両国の関係は密接であった。
1999年、公共事業担当大臣ルアガラウ・レヴァウラ・カヌが政敵によって銃撃され暗殺された事件では、犯人として死刑判決を受けたトイ・アウクソ・カインとレアファ・ヴィタレ、エレティセ・レアファ・ヴィタレの減刑に尽力している。
2007年5月11日、首都アピア市内で94歳で崩御。当時の現職の国家元首としては世界で最高齢であった。タヌマフィリ2世の存在感を象徴するかのように、少なくない数の海外マスメディアが誤って「サモアの国王陛下が崩御」と報じた。

## 人物
イギリスの大英帝国勲章のコマンダー爵（1959年授与）及び聖マイケル・聖ジョージ勲章のナイト・グランド・クロス爵（1977年授与）、ニュージーランドのニュージーランド・メリット勲章のナイト・コンパニオン爵の保持者。妻リリ・トゥヌ（1986年死去）との間に3男3女がある。
ゴルフを生涯の趣味としており、サモアでは、タヌマフィリ2世が90歳を超える晩年まで、自らゴルフカートを運転する姿が見られたという。また、1830年にイギリスの宣教師ジョン・ウィリアムズが来島し、当時のマリエトアであったマリエトア・ヴァイヌッウポをキリスト教に改宗させて以来、サモアではキリスト教徒が圧倒的多数派を占めるが、タヌマフィリ2世自身はバハイ信教の信者であった。